# Alphabet turc ottoman
L’alphabet turc ottoman (en turc moderne : Osmanlı alfabesi, en turc ottoman :  الفبا, elifbâ) est une variante de l’alphabet arabe utilisée en turc ottoman, notamment dans l'ex-Empire ottoman et en république de Turquie jusqu'en 1928.
| Position isolée | Position finale | Position centrale | Position initiale | Muhammed-Ali   | Translittération    | Turc moderne     |
| --------------- | --------------- | ----------------- | ----------------- | -------------- | ------------------- | ---------------- |
| ا               | ـا              | —                 | —                 | elif           | a, â                | a, e             |
| ء               | —               | —                 | —                 | hemze          | ˀ                   | ', a, e, i, u, ü |
| ب               | ـب              | ـبـ               | بـ                | be             | b, p                | b                |
| پ               | ـپ              | ـپـ               | پـ                | pe             | p                   | p                |
| ت               | ـت              | ـتـ               | تـ                | te             | t                   | t                |
| ث               | ـث              | ـثـ               | ثـ                | se             | s̱                   | s                |
| ج               | ـج              | ـجـ               | جـ                | cim            | c, ç                | c                |
| چ               | ـچ              | ـچـ               | چـ                | çim            | ç                   | ç                |
| ح               | ـح              | ـحـ               | حـ                | ha             | ḥ                   | h                |
| خ               | ـخ              | ـخـ               | خـ                | hı             | ẖ                   | h                |
| د               | ـد              | —                 | —                 | dal            | d                   | d                |
| ذ               | ذ               | —                 | —                 | zel            | ẕ                   | z                |
| ر               | ـر              | —                 | —                 | re             | r                   | r                |
| ز               | ـز              | —                 | —                 | ze             | z                   | z                |
| ژ               | ـژ              | —                 | —                 | je             | j                   | j                |
| س               | ـس              | ـسـ               | سـ                | sin            | s                   | s                |
| ش               | ـش              | ـشـ               | شـ                | şın            | ş                   | ş                |
| ص               | ـص              | ـصـ               | صـ                | sat, sad       | ṣ                   | s                |
| ض               | ـض              | ـضـ               | ضـ                | dat, dad       | ż, ḍ                | d, z             |
| ط               | ـط              | ـطـ               | طـ                | tı             | ṭ                   | t                |
| ظ               | ـظ              | ـظـ               | ظـ                | zı             | ẓ                   | z                |
| ع               | ـع              | ـعـ               | عـ                | ayın           | ʿ                   | ', h             |
| غ               | ـغ              | ـغـ               | غـ                | gayın          | ġ                   | g, ğ             |
| ف               | ـف              | ـفـ               | فـ                | fe             | f                   | f                |
| ق               | ـق              | ـقـ               | قـ                | kaf            | ḳ                   | k                |
| ك               | ـك              | ـكـ               | كـ                | kef            | k, g, ñ             | k, g, ğ, n       |
| گ               | ـگ              | ـگـ               | گـ                | gef            | g                   | g, ğ             |
| ڭ               | ـڭ              | ـڭـ               | ڭـ                | nef, sağır kef | ñ                   | n                |
| ل               | ـل              | ـلـ               | لـ                | lam            | l                   | l                |
| م               | ـم              | ـمـ               | مـ                | mim            | m                   | m                |
| ن               | ـن              | ـنـ               | نـ                | nun            | n                   | n                |
| و               | ـو              | —                 | —                 | vav            | v, o, ô, ö, u, û, ü | v, o, ö, u, ü    |
| ه               | ـه              | ـهـ               | هـ                | he             | h                   | h                |
| ه               | ـه              | —                 | —                 | he             | e, a                | e, a             |
| لا              | ـلا             | —                 | —                 | lamelif        | lâ                  | la               |
| ى               | ـى              | ـيـ               | ـي                | ye             | y, ı, i, î          | y, ı, i          |

## Variations par rapport à l'alphabet arabe classique
- [p], ç [t͡ʃ] et j [ʒ], comme en persan (پ پپپ, چ چچچ, ژ ـژ);
- [g] : comme en persan (گگگ گ) ou plus souvent ککک ک ;
- [ŋ] : ڭڭڭ ڭ ou plus souvent ککک ک ;
- consonnes emphatiques : l'absence de notation vocalique systématique convient mal à la lecture du turc, qui utilise l'harmonie vocalique. Les consonnes emphatiques de l'arabe ont cependant été utilisées pour noter une consonne devant une voyelle d'arrière (a, o, u, ı) et s'opposent aux non emphatiques devant une voyelle d'avant (e, ö, ü, i). Ces dernières consonnes étant dans cette position un peu palatalisées, on peut établir les équivalences allophoniques suivantes :
  - /s/ = [s] : صصص ص mais [sʲ] : سسس س,
  - /t/ = [t] : ططط ط mais [tʲ] : تتت ت,
  - /k/ = [k] : ققق ق mais [c] : ككك ك,
- le yumuşak ge (ğ) est naturellement rendu par ġayn غغغ غ, qui représente en arabe un autre son.

## Abandon
Le 1er novembre 1928, Mustafa Kemal lance la Révolution des signes par le vote de la loi par la Grande Assemblée nationale de Turquie, qui marque la fin d'usages considérés comme passéistes et inadaptés à une alphabétisation de masse. Elle introduit une graphie plus rigoureuse, utilisant l'alphabet latin. Ayant lui-même participé au projet linguistique (il tenait depuis longtemps ses notes en turc avec les lettres latines, en concurrence avec le français), il aide aussi au déploiement du nouvel alphabet en l'expliquant en personne à ses concitoyens dans les villages. Dans les faits, le turc ottoman est d'accès malaisé, les phonèmes du turc ne pouvant pas facilement être tous représentés par les lettres arabes, même modifiées (en raison, surtout, d'une plus grande richesse en voyelles que l'arabe). Le passage à un alphabet latin enrichi, appelé dorénavant alphabet turc, est efficace pour coller d'une manière acceptable à la prononciation et donc faciliter l'alphabétisation (d'après l'ouvrage Atatürk, « Les Chroniques de l'histoire », éditions Chronique, 1998, 95 % de la population était analphabète en 1918). Il a toutefois fermé l'accès aux documents anciens.